# Falke (bedrijf)
Falke is een Duits familiebedrijf uit Schmallenberg in Sauerland, dat voornamelijk kousen produceert, maar ook sportkleding, herenmode en kledingaccessoires.
Oprichter Franz Falke-Rohen bouwde in 1920 zijn eigen fabriek in Schmallenberg. Het hoofdkantoor van het bedrijf is er nog steeds is gevestigd en wordt daarom ook wel sokkenstad  genoemd. Sinds 2008 is het bedrijf ook eigenaar van het merk Burlington in Europa.

## Externe link

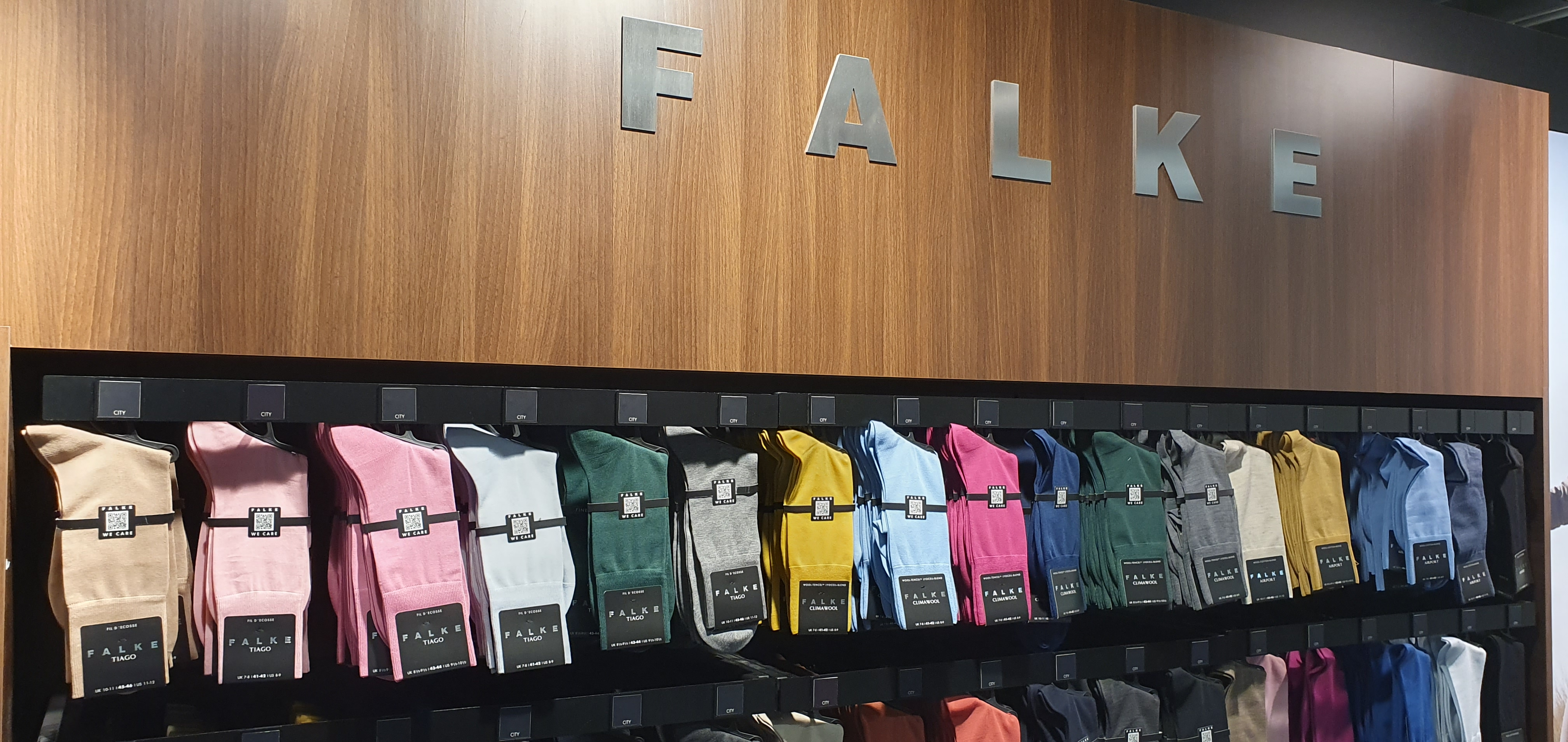